# Nanomètre
Le nanomètre, de symbole nm, est une unité de longueur du Système international. C'est un sous-multiple du mètre, il vaut un milliardième de mètre :
1 nm = 10–9 m (donc aussi 10–6 mm ou 10−3 µm).

## Équivalences
Un nanomètre équivaut à 10 ångströms :
1 nm = 10 Å.

## Usage
Le nanomètre est souvent utilisé pour exprimer des dimensions à l'échelle atomique : le diamètre de l'atome d'hydrogène par exemple, mesure environ 0,1 nm, et celui d'un ribosome 20 nm. Il est également utilisé dans l'industrie microélectronique pour mesurer la finesse de gravure : plus elle est fine (quelques nanomètres en 2020), plus il est possible de placer de transistors sur une surface donnée.
En matière de rayonnement électromagnétique, le nanomètre est utilisé pour exprimer les longueurs d'onde les plus courtes, du spectre visible qui se situe entre approximativement 780 nm et 380 nm, jusqu'aux ultraviolets extrêmes à 10 nm. Au-delà on passe aux rayons X, qui sont plutôt caractérisés par leur énergie que par leur longueur d'onde.
Le nanomètre cube est utilisé pour exprimer des volumes à l'échelle atomique, par exemple en cristallographie le volume d'une maille :
1 nm3 = 10−9 µm3 = 10−18 mm3 = 10−27 m3.